# Антарктік (корабель)
Антарктік (швед. Antarctic) — шведський пароплав, побудований у комуні Драммен, що в Норвегії, у 1871 році. Його використовували в кількох науково-дослідних експедиціях в арктичний регіон та в Антарктиду, які проводилися в 1898–1903-х роках. У 1895 році з цього корабля було здійснено першу підтверджену висадку людей на материк Антарктида.

## Історія корабля
«Антарктік» мав барку з трьома щоглами та був обладнаний паровою машиною. Пароплав був побудований в 1871 році в Голмені, що в Драммені (Норвегія), за назвою «Кап Нор».
Спочатку «Антарктік» використовували для полювання на тюленів у регіоні довкола Шпіцбергену, Ян-Маєна та Гренландії. У цей період капітаном корабля був Ґуллік Дженсен, а відомий норвезький натураліст Карстен Борхгревінк входив до екіпажу судна.
На початку 1890-х норвезький судновласник Свен Фойн захотів розширити свій бізнес до Південного океану, потребуючи при цьому міцних кораблів. Фойн придбав «Кап Нор», зробивши капітальний ремонт судна і після його завершення перейменував корабель в «Антарктік». З 1893 року корабель перейшов у регіон Антарктичного океану для полювання на китів.
У 1897 році судно було придбане Альфредом Габріелем Наторстом для експедиції до Свальбарда. 1898 року знову був проведений капітальний ремонт корабля.
У 1899 році Наторст продав корабель Георгу Карлу Амдрупу для експедиції до Східної Гренландії.
У 1900 році Амдруп продав «Антарктік» Отто Норденшельду, якому потрібен був корабель для антарктичної експедиції.

## Експедиції

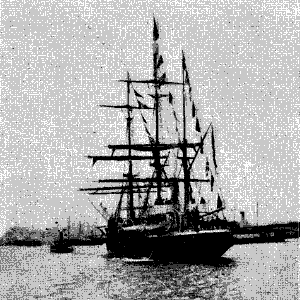
«Антарктік», що залишає гавань Гетеборгу, 1901 рік

У 1893 році капітан корабля Леонард Крістенсен вирушив у китобійну експедицію до Антарктики під керівництвом Генріка Йохана Булла та за фінансуванням Фойна. Корабель був обладнаний 11-ма гарпунними гарматами, арсеналом вибухових речовин, 8 вельботами та екіпажем, який складався з 31 особи. Корабель відплив з Тенсберга 20 вересня 1893 року. Перше літо пароплав провів коло островів Кергелен, а зимував у Мельбурні. 28 вересня 1894 року корабель попрямував до моря Росса.
24 січня 1895 року судно пришвартували на березі мису Адер, що на північній околиці Землі Вікторії. На пароплаві було шість людей, включаючи Булла, Борхгревінка, Крістенсена та Тунзельмана. Команда здійснила першу підтверджену висадку на континент Антарктида, однак хто перший вийшов на берег так і невідомо (можливо, британо-американський мореплавець Джон Девіс вже здійснив висадку на Антарктичному півострові 7 лютого 1821 року, однак це зараз неможливо підтвердити).
У 1898 капітан пароплаву Еміль Нільссон здійснив полярну експедицію на Ведмежий острів, який знаходиться в Шпіцбергену, та Землю Короля Карла. Серед науковців екіпажу були Аксель Гамберг, Отто Келлстрем, Густаф Колтофф та Генрік Гессельман.
У 1899 році корабель вирушив в експедицію під командуванням Натгорста до Північної Гренландії з подвійною метою: пошуку вцілілих Полярної експедиції Андре, яка відбувалася на повітряній кулі, та географічного картографування району.
Пізніше того ж року «Антарктік» здійснив експедицію під керівництвом Амдрупа до Східної Гренландії.
16 жовтня 1901 р. пароплав, під керівництвом Карла Антона Ларсена, вирушив з гавані Гетеборга в Антарктичну експедицію Норденшельда. Це було останнім плаванням корабля.

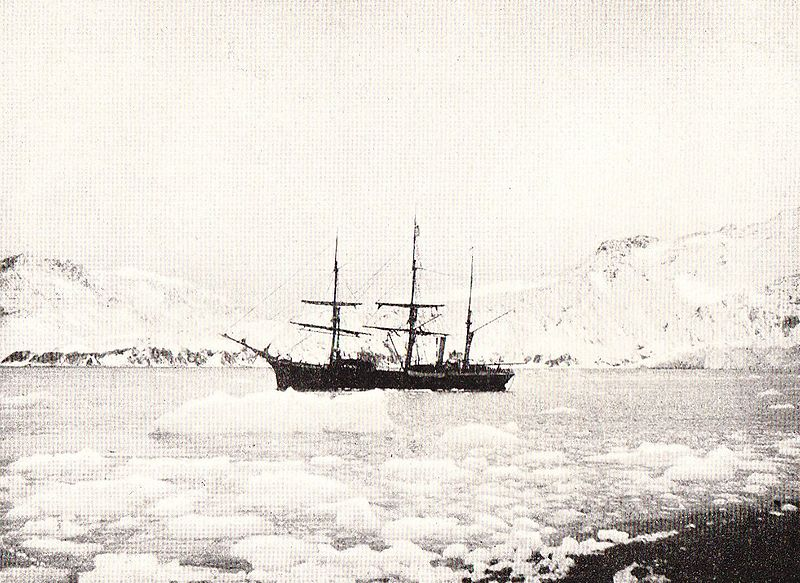
Корабель в пастці пакового льоду.

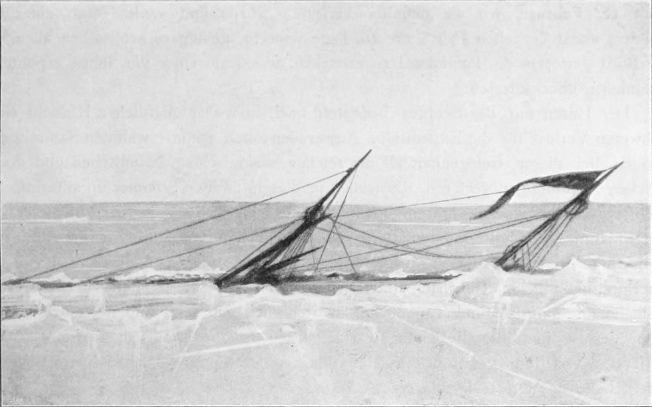
Затоплений «Антарктік»

Після дослідження частини Південних Шетландських островів, експедиція попрямувала через Антарктичну протоку до Антарктичного півострова.15 січня 1902 року команда вперше відкрила та дослідила Бухту Надії. У лютому Норденшельд обрав острів Сноу-Гілл як зимовий табір для частини експедиції. Після закінчення всіх підготовчих робіт «Антарктік» вирушив до Фолклендських островів.
5 листопада, після зими, корабель покинув Фолкленди, попрямувавши до Антарктичного півострова та відвідавши при цьому Ушуаю для забезпечення екіпажу продовольством. 29 грудня пароплав був скований паковим льодом біля бухти Надії, тому частина екіпажу була змушена висадитись на берег.
Пізніше корабель звільнився з льодової пастки та продовжив свою подорож у напрямку до острова Паулет. 3 січня 1903 року корабель знову опинився в пастці. 3 лютого корабель вирвався на волю, але тепер був пошкоджений і протікав. Капітан Ларсен вирішив повернутися назад до острова Паулет, але корабель був занадто пошкоджений і затонув приблизно за 40 кілометрів від берега 12 лютого 1903.
У листопаді всі члени екіпажу (в тому числі Карл Скоттсберг, Йоган Ґуннар Андерссон, Хосе Марія Собраль і Франк Вілберт Стокс) були врятовані аргентинським корветом «Уругвай» під керівництвом Хуліана Ірісара.

## Епітафія
Коли Наторст дізнався, що корабель зазнав аварії, він написав: «Мені здається, що це славетніше, аніж якби він зустрів звичайну долю суден, які повільно гниють в якомусь порту, або використовувася для чогось далекого від основного призначення пароплава, яке було задумане як дослідницьке судно крижаного моря».
У 1944 році Йоган Гуннар Андерссон опублікував книгу «Антарктік: гордим жив, гордим і помре» (Antarctic: Stolt har hon levat Stolt skall hon dö).
Антарктична протока та гавань Антарктік у Ґренландії, а також бухта Антарктік у Південній Джорджії були названі на честь корабля.